# Damalis indica
Damalis indica là một loài ruồi trong họ Asilidae. Damalis indica được Joseph & Parui miêu tả năm 1985. Loài này phân bố ở miền Ấn Độ - Mã Lai.